# Almargem do Bispo
Almargem do Bispo is een plaats en freguesia in de Portugese gemeente Sintra en telt 8417 inwoners (2001).